# Pipa verrucosa
Espèce
"Pipa" verrucosa est une espèce d'amphibiens de la famille des Ranidae dont la position taxonomique est incertaine (incertae sedis).

## Répartition
Cette espèce a été découverte à "Guiana, Brasilien".

## Publication originale
- Wiegmann, 1832 : Klasse Amphibien. Amphibia in Wiegmann & Ruthe, 1832 : Handbuch der Zoologie, Luederitz, Berlin, p. 160-205